# 国民抵抗軍
国民抵抗軍（こくみんていこうぐん、National Resistance Army, NRA）は、ウガンダの旧反政府勢力国民抵抗運動の軍事部門で、現ウガンダ国軍であるウガンダ人民国防軍 (UPDF) の前身。
1980年に結成された2つの反政府勢力ヨウェリ・ムセベニの人民救済軍 (PRA) とユスフ・ルレのウガンダ自由戦士 (UFF) が1981年に統合して結成された。当初は27人でありムセベニの副官にはルワンダ難民のフレッド・ルウィゲマや後のルワンダ大統領となるポール・カガメなどがいた。政治部門も統合され、ウガンダ愛国運動から国民抵抗運動となった。2月27日のムベンデ県の兵営の攻撃から始まり、ミルトン・オボテ政権のウガンダ民族解放戦線 (UNLF) はオイテ・オジョク参謀総長が1983年にヘリコプター事故で亡くなるまで優勢であったが、スウェーデンに亡命していたムセベニの「オボテが北部人のみを優遇している」とする宣伝活動とUNLFの内部分裂で次第に弱体化し、NRAは抵抗議会で人心を掌握し少年兵を含む徴兵で次第に勢力を増した。オジョクの後任にスミス・オポン・アカク准将が選ばれると、ランゴ族であったためにアチョリ族の不満が高まり、1985年7月のバジリオ・オララ＝オケロ及びティト・オケロのクーデタに至った。1986年ムセベニの弟、サリム・サレー率いるNRA部隊がカンパラに迫ると、UNLF部隊は北へ逃れた。ムセベニは1月29日に大統領就任を宣言し、国民抵抗軍は正規軍とされた。UNLFはウガンダ人民民主軍 (UPDA)などに分裂しつつ戦闘を続けたが、停戦に至ると、それに不満をもったアチョリが神の抵抗軍 (LRA) に流れるなどして北部での人権侵害が継続した。後にムセベニはLRA幹部を国際刑事裁判所に提訴したが、程度の差こそあれ、NRAも同様の行為を行っていた。
1990年以降のルワンダ紛争に際して、NRAのルワンダ人がルワンダ愛国戦線 (RPF) の主力であったため批判を受け、RPFがルワンダで政権を獲得すると、NRAは1995年憲法に伴いウガンダ人民国防軍に改編された。

## 脚註
1. 1 2  China Keitetsi,China Keitetsi official website - Home, 2008年6月3日閲覧。